# Сонце, Місяць і Талія
«Сонце, Місяць і Талія» (італ. Sole, Luna, e Talia) — італійська літературна казка, написана Джамбаттістою Базіле та опублікована посмертно в останньому томі його праці 1634-36 років «Пентамерон». Шарль Перро переповів цю казку в 1697 році під назвою «Спляча красуня», як і брати Грімм у 1812 році як «Маленька шипшинова троянда».
За класифікацією Аарне — Томпсона казка належить до типу 410; інші казки цього типу включають «Скляну труну» та «Молоду невільницю».

## Сюжет

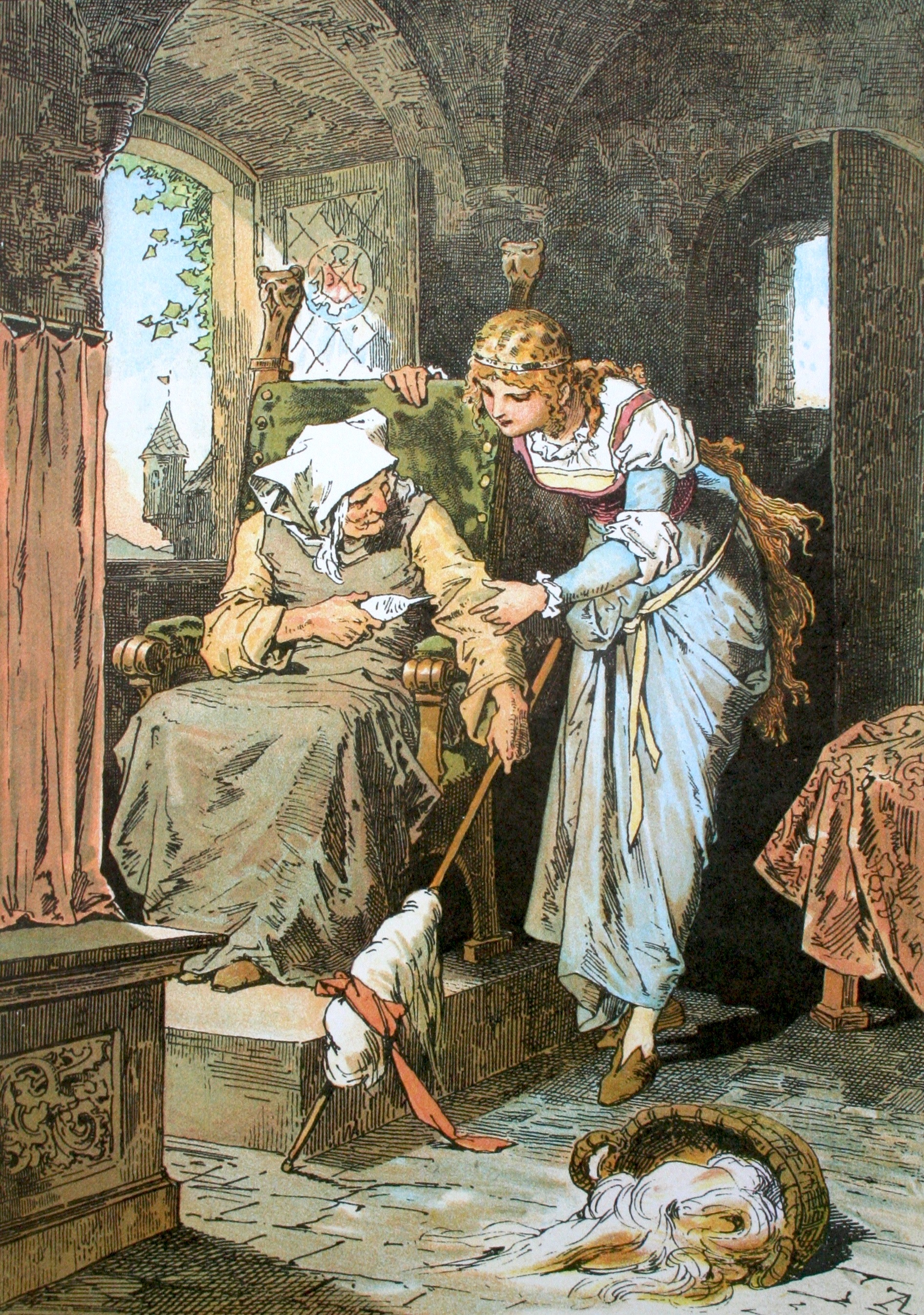
Талія і скалка льону

Після народження доньки великого лорда, Талії, мудреці та астрологи склали гороскоп для дитини та передбачили, що Талії загрожуватиме шматок льону. Щоб захистити доньку, батько наказує, щоб у його дім ніколи не приносили льону. Через роки Талія бачить стару жінку, яка пряде на веретені льон. Вона запитує жінку, чи може вона сама розтягнути льон, але щойно та починає прясти, у неї під нігтем застряє скалка льону, і вона падає уві сні. Не в силах змиритися з думкою про те, що доведеться ховати доньку, батько Талії забирає її в один зі своїх заміських маєтків.
Через деякий час король, який був на полюванні в сусідньому лісі, заходить за своїм соколом до будинку. Він знаходить Талію; вражений її красою, він безуспішно намагається розбудити її, а потім, «голосно плачучи, побачив її чари і відчув, як кров гаряче тече по його жилах. Він підняв її на руки і поніс до ліжка, де зібрав перші плоди кохання». Після цього він залишає її на ліжку та повертається до свого міста. Талія завагітніла і через дев'ять місяців, ще в глибокому сні, народила близнюків — хлопчика і дівчинку.
Одного разу дівчинка не може знайти мамині груди, натомість починає смоктати її палець і витягує звідти лляну скалку. Таля одразу ж прокидається, називає своїх улюблених дітей Сонцем і Місяцем і живе з ними в хаті.
Король повертається і знаходить Талію, яка не спить, і відкриває їй, що він є батьком її дітей-близнюків. Вони закохуються, але король вже одружений, і однієї ночі він вигукує уві сні імена Талії, Сонця і Місяця. Його дружина, королева, чує його і змушує королівського секретаря розповісти їй усе, а потім, використовуючи підроблене послання, приводить дітей Талії до двору. Вона наказує кухареві вбити дітей і подати їх цареві. Але кухар ховає їх, а замість них готує двох ягнят. Королева насміхається над царем, коли той їсть страву, не знаючи про підміну кухаря.
Тоді королева приводить Талію до двору. Вона наказує розпалити у дворі величезне вогнище і кинути Талію у полум'я. Талія просить королеву дозволити їй спершу зняти свій гарний одяг. Королева погоджується. Талія роздягається і з кожною частиною одягу виголошує крики горя. Король чує крики Талії і йде до неї, де його дружина каже йому, що Талія буде спалена і що він, не знаючи того, з'їв власних дітей. Зрозумівши всю хитрість, король наказує кинути у вогонь замість неї свою дружину, секретаря і кухаря. Але кухар розповідає, як він врятував Сонце і Місяць, а натомість нагодував царя двома ягнятами. Талія і король одружуються, а кухаря призначають королівським камергером.
Останній рядок казки  —  її мораль  —  звучить так: «Кому пощастить, нехай ляже спати, А на голову блаженство дощем».